# Аналитическое искусство

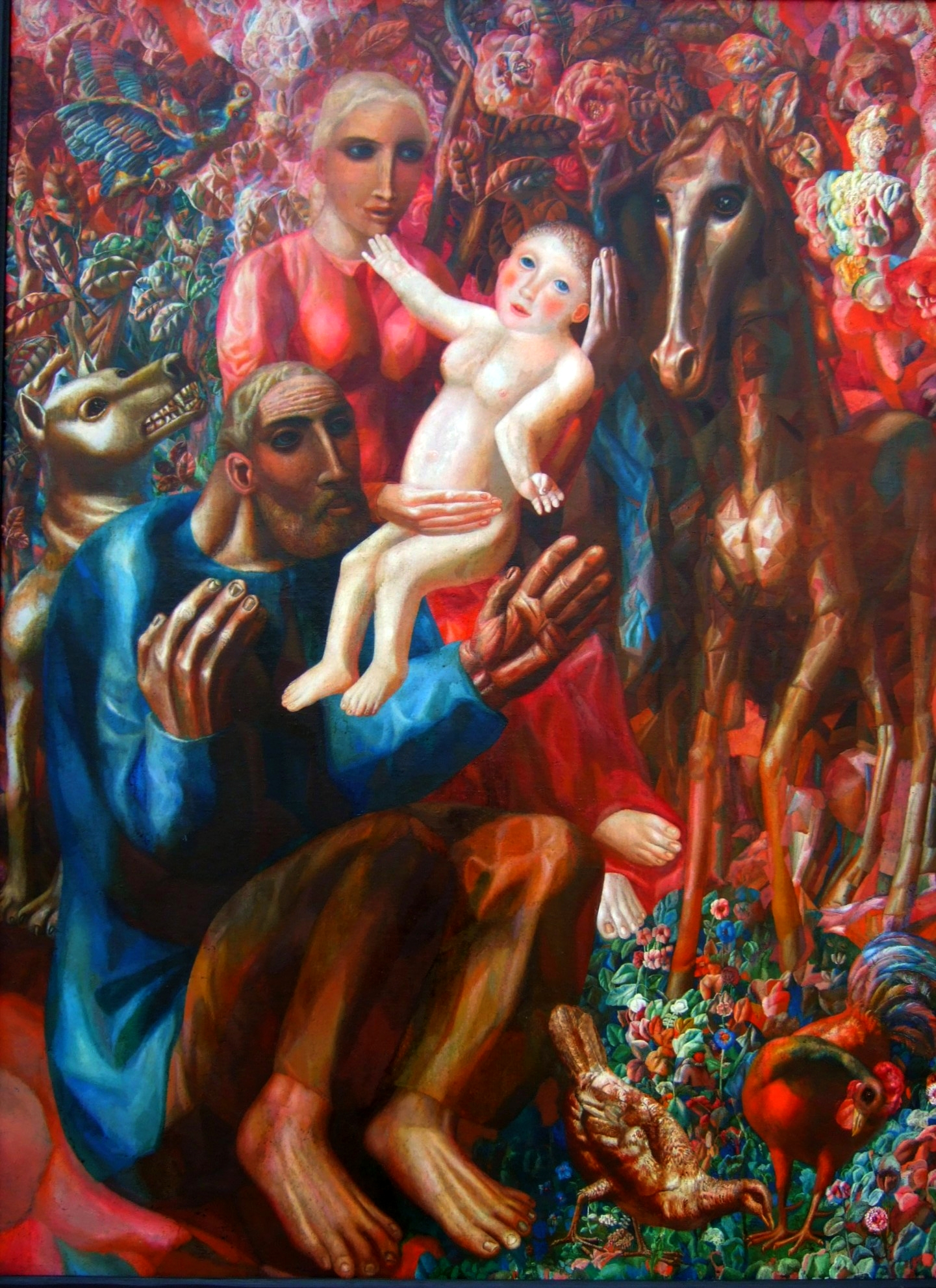
П. Н. Филонов. Крестьянская семья (1914). Русский музей

Аналити́ческое иску́сство — метод, разработанный и обоснованный русским художником Павлом Филоновым (1883—1941) в ряде теоретических работ и в собственном живописном творчестве 1910-х—1930-х годов.
Отталкиваясь от принципов кубизма, Филонов считал необходимым обогатить его ограниченный рационализмом метод принципом «органического роста» художественной формы и «сделанности» картин по принципу «от частного к общему», где картина развивается из точки, подобно прорастающему зерну.

## Ученики и последователи Павла Филонова
- Авлас Владимир Дмитриевич (1904—1975) — член МАИ
- Борцова Елена Николаевна (1903—19??) — член МАИ с 1925 по 1932 г.
- Вахрамеев Константин Васильевич (1889—1934) — член МАИ с 1925 г.
- Глебова Татьяна Николаевна (1900—1985) — член МАИ с 1926 по 1931 г.
- Гурвич, Борис Исаакович (1905—1985) — член МАИ с 1924 по 1930 г.
- Евграфов Николай Иванович (1904 — август 1941) — член МАИ с 1925 по 1932 г.
- Закликовская Софья Людвиговна (1899—1975) — член МАИ с 1927 по 1932 г.
- Зальцман Павел Яковлевич (1912—1985) — член МАИ с 1930 по 1932 г.
- Иванова Людмила Александровна (1904—1978) — член МАИ
- Иванова Нина Владимировна (19??—197?) — член МАИ c 1925 по 1932 г.
- Капитанова (Арапова) Юлия Григорьевна (1889—1976) — член МАИ с 1929 по 1932 г.
- Кибрик Евгений Адольфович (1906—1978) — член МАИ с 1926 по 1930 г.
- Кондратьев Павел Михайлович (1902—1985) — член МАИ с 1927 по 1932 г.
- Купцов Василий Васильевич (1899—1935) — официально членом МАИ не являлся, но был активным приверженцем школы Филонова
- Лесов, Эфраим Залманович (1904—19??) — член МАИ
- Лукстынь Ян Карлович (1887—193?) — член МАИ с 1925 по 1927 г.
- Луппиан (Луппьян) Владимир Карлович 1892 (Великие Луки) — 1983 (Ленинград) — член МАИ с 1925 по 1930 г.
- Львова Екатерина Николаевна (18??—19??) — член МАИ
- Макаров Михаил Константинович (1904—196?) — член МАИ с 1927 г.
- Мордвинова Алевтина Евгеньевна (1900—1980) — член МАИ с 1927 г.
- Новиков Георгий Александрович (1898—1981) — член МАИ с 1927 по 1932 г.
- Порет Алиса Ивановна (1902—1984) — член МАИ с 1925 г.
- Рабинович Саул Львович (1906—19??) — член МАИ
- Сашин Андрей Тимофеевич (1896—1965) — член МАИ с 1927 по 1930 г.
- Суворов Иннокентий Иванович (1898—1947) — член МАИ 1925—1930 г.
- Сулимо-Самуйлло Всеволод Ангелович (1903—1965) — член МАИ с 1926 по 1932 г.
- Тагрина Любовь Николаевна (1884—1955) — член МАИ с 1929 г.
- Тенисман (Тэннисман) Эдуард Альма (ок. 1906—1941/42) — член МАИ 1925—1930 г.
- Фёдоров, Арсений Дмитриевич (1894—1941) — член МАИ
- Хантингтон-Хукер Хелен (1905—1993) — училась у Филонова в 1928—1929 гг.
- Хапаев Николай Алексеевич (1896—1973) — член МАИ с 1930 г.
- Хржановский Юрий Борисович (1905—1987) — член МАИ с 1927 по 1930 г.
- Цыбасов Михаил Петрович (1904—1967) — член МАИ с 1926 г.
- Шванг Иосиф Александрович (1900—1937) — член МАИ с 1926 г.